# 玛格丽特·基普肯博伊
玛格丽特·基普肯博伊（Margaret Kipkemboi，1993年2月9日—），肯尼亚女子田径运动员，2018年英联邦运动会女子5000米银牌得主、2019年世界田径锦标赛女子5000米银牌得主、2022年世界田径锦标赛女子10000米铜牌得主。